# Eduardo Jiménez de Aréchaga
Eduardo Jiménez de Aréchaga (Montevideo, 8 de juny de 1918 – Punta del Este, 5 d'abril de 1994) fou un advocat, professor i polític uruguaià pertanyent al Partit Colorado. Fou ministre de l'Interior del seu país breument el 1968 i president de la Cort Internacional de Justícia entre 1976 i 1979.

## Biografia
Nascut a Montevideo, Jiménez de Aréchaga fou professor de Dret Públic Internacional a la Universitat de la República i a la Universitat Catòlica de l'Uruguai. És coautor d'un capítol sobre responsabilitat estatal del Manual of Public International Law de Max Sorensen.

### Justícia internacional
Ocupà un lloc a la Comissió de Dret Internacional de l'ONU entre 1960 i 1969. Més endavant, presidí la Cort ad hoc d'arbitratge establerta pel Canadà i per França el 1992 per tal de resoldre el seu conflicte de frontera marítima. Fou jutge de la Cort Internacional de Justícia i president de la mateixa entitat entre 1976 i 1979.
Autor de nombroses publicacions sobre dret internacional, Jiménez de Aréchaga morí en un accident a Punta del Este, al sud-est de l'Uruguai, el 5 d'abril de 1994 als 75 anys.

## Obra
Algunes de les seves publicacions destacades són les següents:
- Voting and the Handling of Disputes in the Security Council. Nova York 1950
- Derecho constitucional de las Naciones Unidas: Comentario teorético-práctico de la Carta. Madrid 1958
- El Derecho Internacional Contemporáneo. Madrid 1980
- Derecho Internacional Público. Montevideo 1989